# Raymond Gayrard (père)
Raymond Gayrard, né à Rodez le 25 octobre 1777 et mort à Paris le 5 mai 1858, est un sculpteur et médailleur français.

## Biographie
Son fils Joseph Raymond Gayrard, dit Paul Gayrard, est également sculpteur. Il a notamment pour élève Guillaume Bonnet (1820-1873).
Le catalogue de la Monnaie de Paris répertorie 28 médailles dont il est l'auteur.
Il est l'oncle du peintre Raymond René Aiffre.

## Galerie

Œuvres de Raymond Gayrard
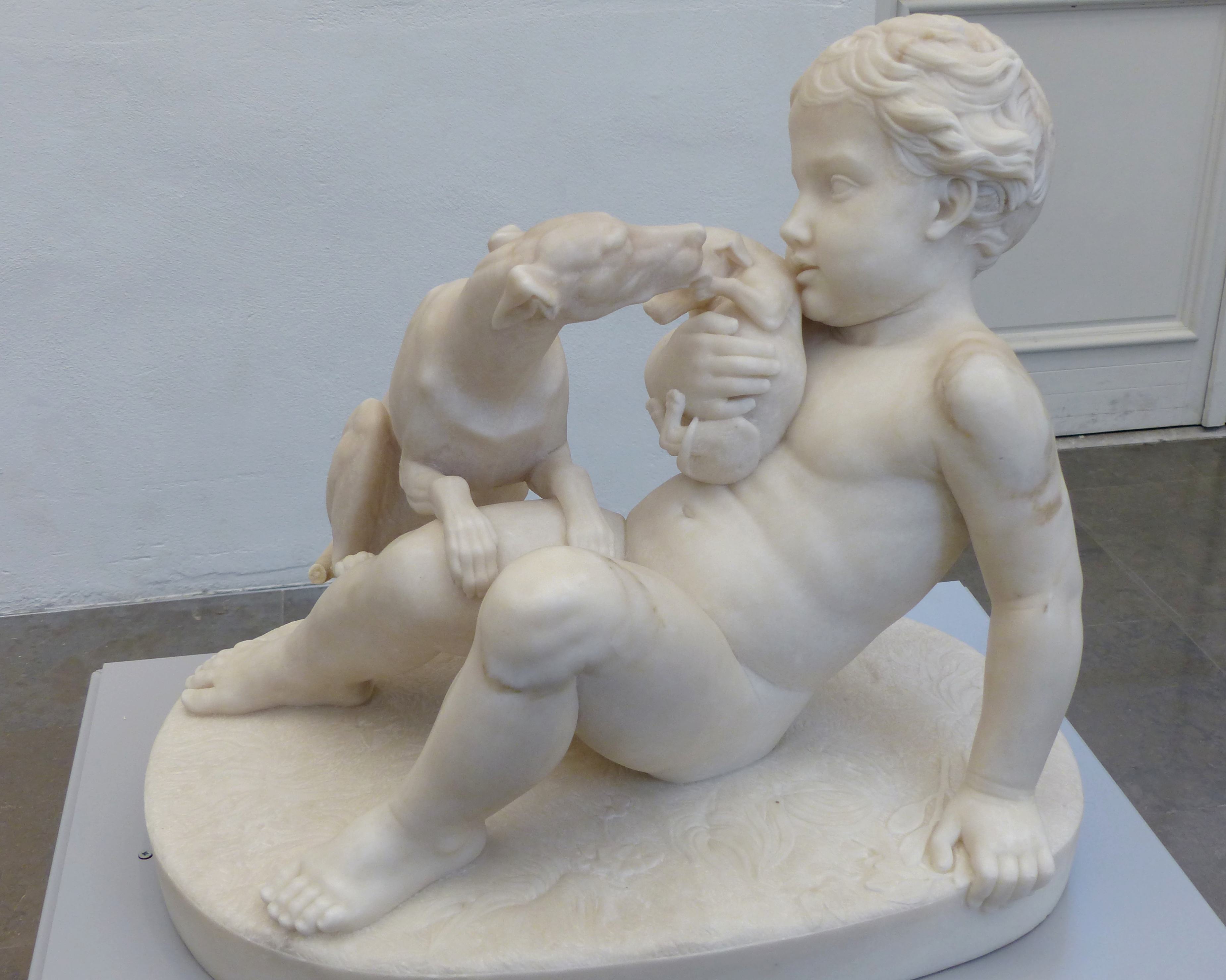
Enfant jouant avec une levrette, marbre, Montpellier musée Fabre.
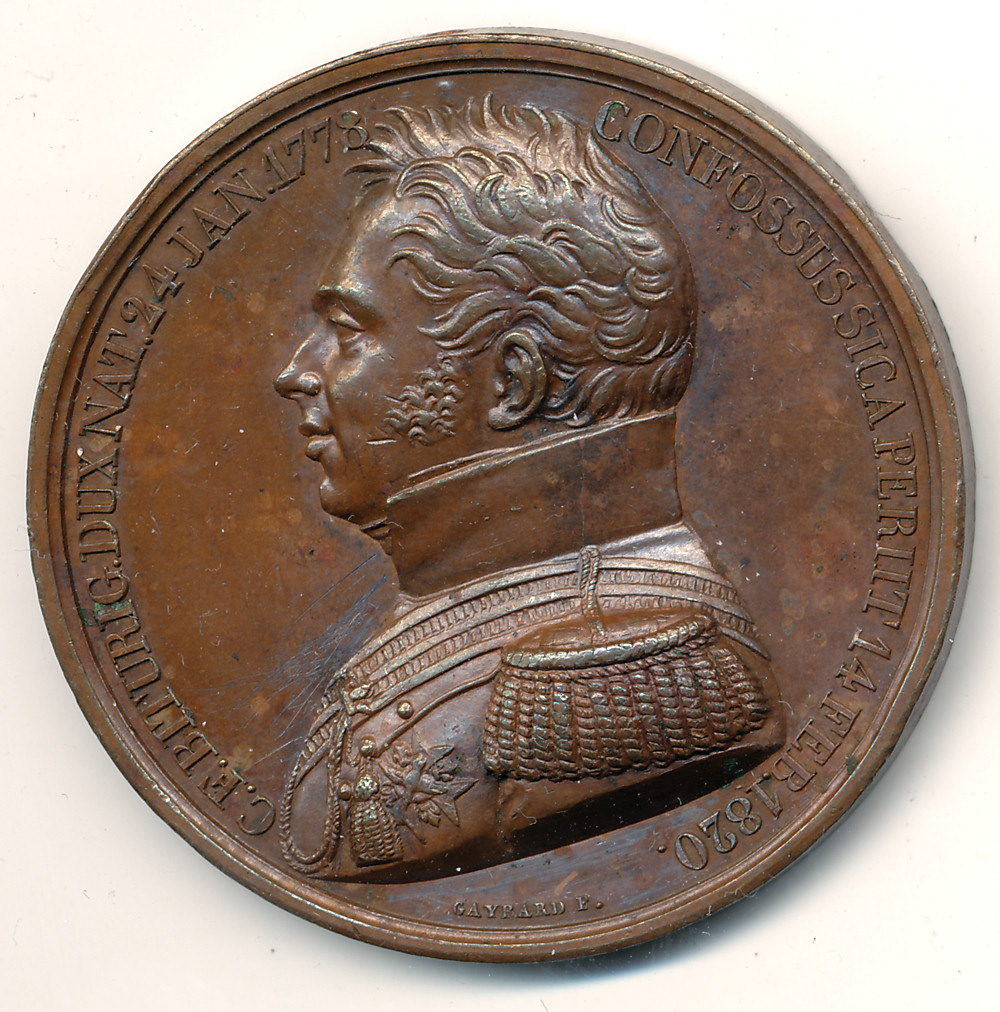
Le Duc de Berry, 1820, médaille en bronze, 41 mm, recto.
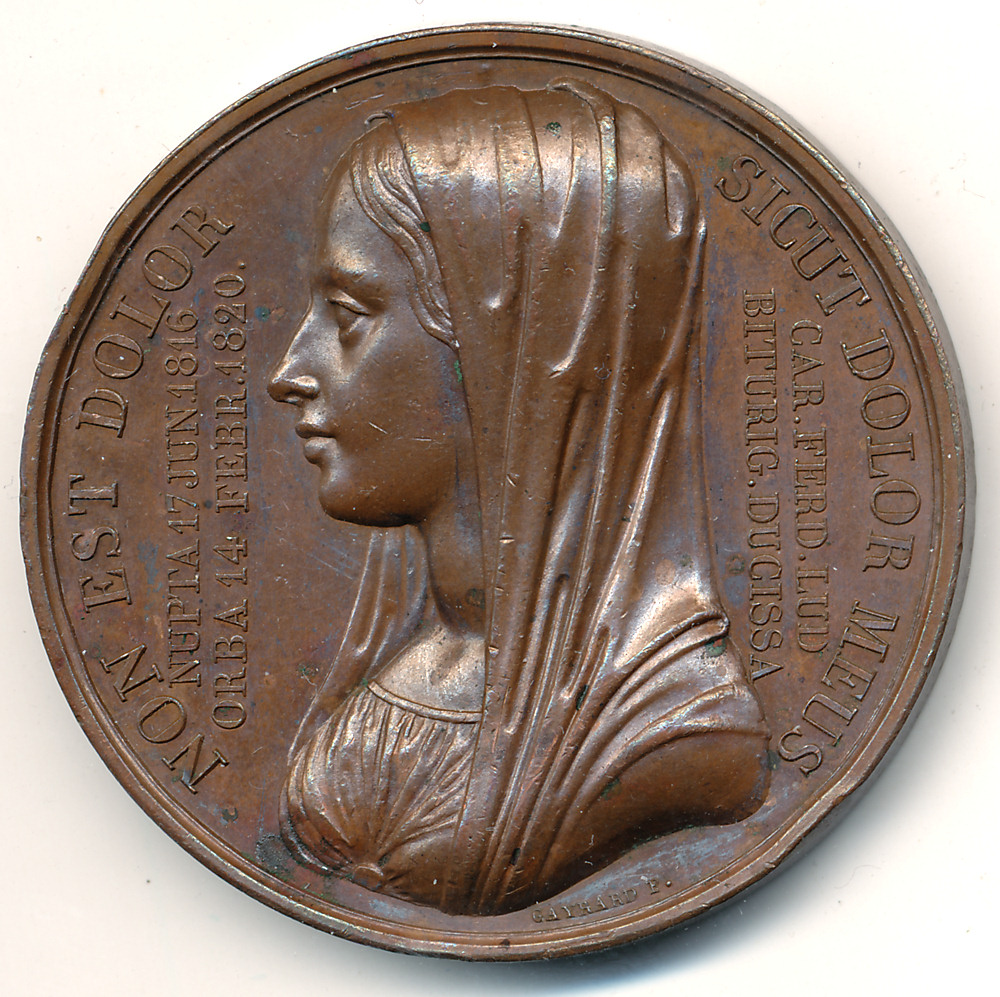
La Duchesse de Berry, 1820, médaille en bronze, 41 mm, recto.